# Trimix
Trimix – mieszanina tlenu, azotu i helu używana do oddychania w czasie nurkowania, stanowiąca alternatywę dla powietrza.
Proporcje gazów dobierane są do konkretnego nurkowania. Mieszaninę tę, podobnie jak heliox, hydrox, neox i triox, stosuje się w nurkowaniach głębokich. Dzięki zastąpieniu części azotu helem zmniejsza się ryzyko wystąpienia narkozy azotowej, lecz zwiększa ryzyko choroby dekompresyjnej.
Butle zawierające trimix (a także jakikolwiek gaz inny niż powietrze) muszą być wyraźnie oznaczone, gdyż omyłkowe nurkowanie z wykorzystaniem gazu innego niż uwzględniony w planie nurkowania lub zaprogramowany w komputerze nurkowym stanowi poważne zagrożenie dla życia nurka.
Stosowanie do oddychania mieszanin gazów innych niż powietrze atmosferyczne wymaga przeszkolenia.